# Chitonomyces
Chitonomyces Peyr. – rodzaj grzybów z rzędu owadorostowców (Laboulbeniales). Grzyby mikroskopijne, pasożyty stawonogów, głównie owadów (grzyby entomopatogeniczne).

## Systematyka
Pozycja w klasyfikacji według Index Fungorum: Chitonomyces, Laboulbeniaceae, Laboulbeniales, Laboulbeniomycetidae, Laboulbeniomycetes, Pezizomycotina, Ascomycota, Fungi.
Takson ten  utworzył Johann Joseph Peyritsch w 1873 r. Synonim: Heimatomyces Peyr. 1873.

## Gatunki
Index Fungorum w 2020 r. wymienia 101 gatunków tego rodzaju. W Polsce ich występowanie jest jeszcze słabo zbadane. Tomasz Majewski, jedyny polski mykolog zajmujący się nimi na szerszą skalę, do 2003 r. wymienił 7 gatunków występujących w Polsce:
- Chitonomyces bidessarius (Thaxt.) Thaxt. 1902
- Chitonomyces ceratomycetalis Thaxt. 1926
- Chitonomyces ensiferus Speg. 1915
- Chitonomyces hydropori Thaxt. 1901
- Chitonomyces italicus Speg. 191
- Chitonomyces melanurus Peyr. 1873
- Chitonomyces paradoxus (Peyr.) Thaxt. 1902

Nazwy naukowe według Index Fungorum. Wykaz gatunków według T. Majewskiego.